# Melvil Poupaud
Melvil Poupaud, född 26 januari 1973 i Paris, är en fransk skådespelare.

## Filmografi (i urval)
- 1991 – The Lover
- 2002 – Skilsmässa på franska
- 2003 – Les Sentiments
- 2005 – Tiden som finns kvar
- 2007 – Broken English
- 2008 – Speed Racer
- 2008 – A Christmas Tale
- 2010 – Mistérios de Lisboa
- 2012 – Laurence Anyways
- 2019 – En officer och spion
- 2023 – Jeanne du Barry